# Esclavage en Roumanie
L'esclavage en Roumanie (en roumain : sclavie) existe sur le territoire de l'actuelle Roumanie depuis l'Antiquité.
Au Moyen Âge, au XIVe siècle, apparaissent en Europe orientale deux formes de servitude.

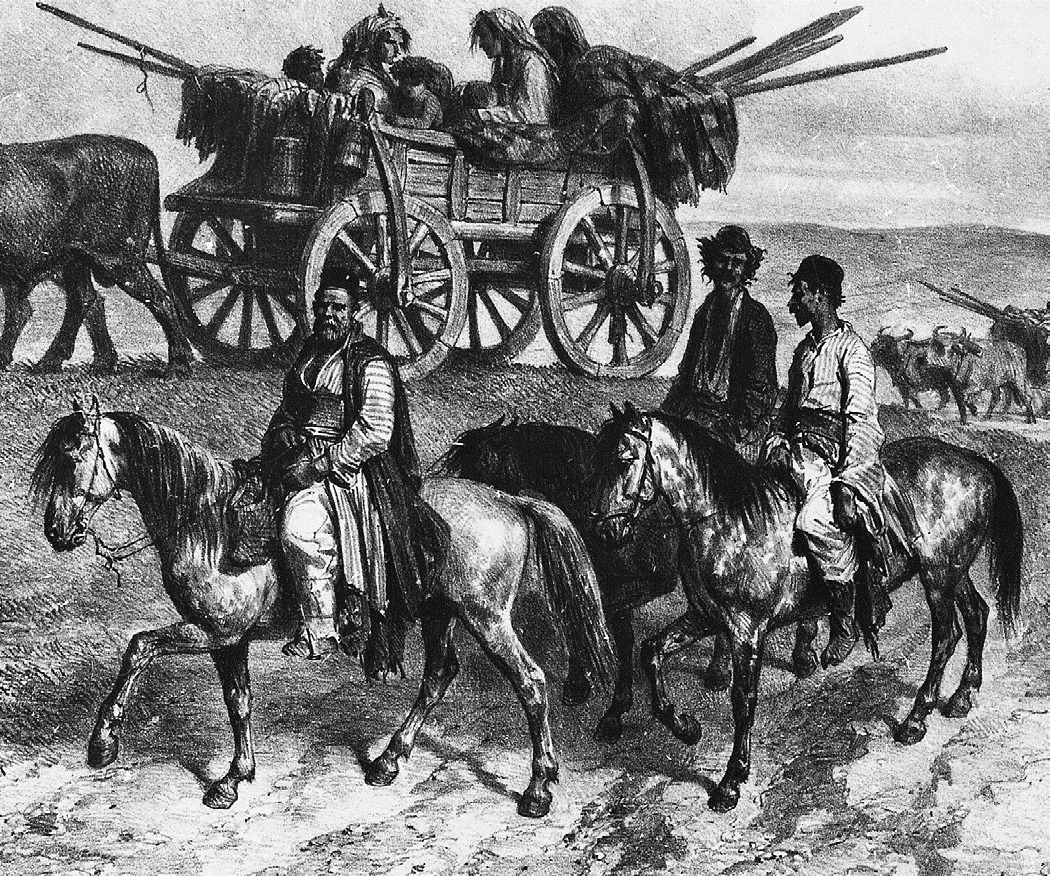
Famille rom nomade en Moldavie, Auguste Raffet, 1837

D'une part, dans l'esclavage proprement dit (sclavie ou δουλεία - dzoulía dans les documents phanariotes en grec), l'esclave est comme un animal domestique dépourvu de tout droit : ce statut était issu de la traite orientale pratiquée au moyen de raids par les Mongols, les Nogaïs et les Tatars, notamment ceux du Khanat de Crimée, dans l'Europe du Sud-Est, au détriment des populations paysannes et des Roms non-musulmans, pour les revendre aux Ottomans,.
D'autre part, dans la robie appelée εργατεία ou υποτέλεια (ergatie, hypotélie dans les documents phanariotes en grec), le rob (εργάτος - argat, ou xоло́п - kholop en slavon) peut vendre et racheter sa propre liberté, avoir des possessions, se marier et vendre sa force de travail ou ses productions moyennant le payement d'une taxe (dajdie) au détenteur des droits de robie dont il dépendait : c'est une servitude personnelle de type féodal, statut de la majeure partie des Roms de Russie, Pologne, Lituanie (dont l'actuelle Ukraine), Hongrie, Transylvanie, Moldavie, Valachie, Bulgarie et Serbie. Venus d'Asie centrale par la steppe eurasienne, beaucoup de ces Roms demandèrent protection aux boyards et aux monastères de ces pays, sous l'égide desquels ils exercèrent leurs métiers traditionnels y compris après la conquête ottomane,.
Le mot robie ressemble à la fois à l'endonyme Roms (« gens, êtres humains ») et au mot slave robota (« travail »). Au XVe siècle, la plupart des groupes de Roms se trouvaient dans le statut de robie. Le mot robie est souvent traduit en français et en roumain moderne par « esclavage », mais contrairement à l'esclave, un rob n'appartenait pas à un particulier mais à un voïvode, un boyard ou un monastère, et il pouvait racheter lui-même sa liberté, et la revendre ailleurs : c'est pour cela que traditionnellement les Roms portent leur or sur eux, bien visible, sous forme de colliers, bijoux ou dents, afin de montrer leur solvabilité et leur capacité à se racheter. Il est la marque de leur dignité. Beaucoup de Roms sont alors orpailleurs, domestiques et ouvriers agricoles.
La robie et l'esclavage, confondus dans beaucoup de sources secondaires, sont graduellement abolis les années 1840 et 1850. En 1746 le hospodar Constantin Mavrocordato les abolit en Valachie. En Transylvanie et en Bucovine, qui faisaient alors partie de la monarchie des Habsbourg, l'abolition fut promulguée par ces derniers en 1783. Le hospodar moldave Ioan Sturdza prononce l'abolition en Moldavie en 1823.
L'abolition de la robie et de l'esclavage a été obtenue au terme d'une campagne menée par de jeunes révolutionnaires influencés par les idées des Lumières comme Mihail Kogălniceanu qui a rédigé la législation relative à l'abolition en Moldavie. En 1856, dans l'ensemble de ce qui est actuellement la Roumanie, y compris dans les territoires ottomans (Dobroudja), les robs et esclaves de toute catégorie étaient affranchis.
Après l'abolition, il y a eu des tentatives (à la fois de l'État et de personnes privées) pour sédentariser les nomades et pour intégrer les Roms dans la société roumaine en voie d'urbanisation.

## Origines de larobie
Les circonstances de l'apparition de la robie dans les principautés danubiennes ne sont pas connues. L'historien Nicolae Iorga la relie à l'arrivée des Roms pendant l'invasion mongole de l'Europe en 1241 et a considéré leur servitude comme un vestige de cette époque, les boyards achetant des Roms aux Mongols et perpétuant leur statut. D'autres historiens considèrent qu'ils sont tombés en servitude à la suite de leur capture lors des défaites des Tatars, dont ils étaient les vassaux. La pratique de l'esclavage des prisonniers peut également avoir été empruntée aux Mongols. L'origine ethnique des « esclaves des tatars » (татарске цыгане ou tatarítika Roma) est inconnue, mais ils ont pu être capturés parmi les Tatars de la Horde d'Or, parmi les Cumans, ou être des captifs achetés ou pris comme butin aux Tatars et aux Coumans.
Il est possible qu'une partie des Roms aient été esclaves ou soldats auxiliaires des Mongols ou des Tatars, mais beaucoup d'autres, appelés Tziganes (mot grec) sont venus des Balkans à la fin du XIVe siècle, peu après l'indépendance des principautés danubiennes vis-à-vis de la Hongrie. À ce moment-là, l'institution de la robie était déjà établie en Moldavie et peut-être dans les deux principautés mais l'arrivée des Roms en a fait une pratique répandue. Comme en témoigne le lexique courant de la langue romani, la population Rom a pu s'enrichir d'exclus et d'opprimés de toute origine.
Dans l'Europe médiévale, servage et esclavage étaient des pratiques courantes, en Europe de l'Est comme ailleurs. Les païens en particulier (or, à leur arrivée en Europe, beaucoup de Roms l'étaient) ont été asservis ou pris comme esclaves par les monothéistes chrétiens (Royaume de Hongrie, Russie), juifs (Khazars, Karaïmes, Mizrahites) ou Musulmans (Tatars de Crimée, Circassiens, Turcs ottomans).
Il y a une incertitude sur la question de savoir si, avant d'y devenir robs, les Roms sont venus en Transylvanie, Valachie et Moldavie en tant qu'hommes libres ou en tant qu'esclaves. Dans l'Empire byzantin, ils étaient serfs de l'État, ce qui suggère qu'avec le recul des Byzantins et la chute de Constantinople, ils ont pu arriver dans les principautés danubiennes en tant que serfs et changer ainsi de « maîtres ». Une explication alternative, proposée par l'historien roumain Panaitescu, est qu'à la suite des croisades, une importante route commerciale Est-Ouest passait par les États roumains dont les boyards locaux asservissaient les Roms à des fins économiques, par manque de main-d'œuvre. Cependant, cette théorie est discréditée par le fait que la robie est attestée avant que la route commerciale ne prenne de l'importance.
Une légende rapporte que les Roms sont venus dans les principautés roumaines à l'invitation du souverain moldave Alexandre le Bon, qui leur aurait accordé dans une charte de 1417 « la terre et l'air pour vivre, et le feu et le fer pour travailler ». Cependant, la plus ancienne référence connue à cet évènement se trouve dans les écrits de Mihail Kogălniceanu. Aucune trace de cette charte n'existe, elle est généralement considérée comme une  mystication.
L'historien Neagu Djuvara émet lui aussi l'hypothèse également que des groupes roms sont venus dans les deux pays en tant qu'individus libres et ont été réduits en esclavage par l'aristocratie (les hospodars les boyards).
Le tout premier document attestant la présence de Roms en Valachie remonte à 1385 et les identifie par le mot aţigani (de athiganoi, mot grec pour « hérétiques », et l'origine du terme roumain ţigani, qui est synonyme de « gitan »). Le document, signé par le prince Dan I, attribue 40 sălaşe (hameaux ou habitations) d'aţigani au monastère de Tismana, il s'agit de la première trace d'une telle donation. En Moldavie, l'institution de l'esclavage est attestée pour la première fois dans un document de 1470, par lequel le prince moldave Stephan le Grand affranchit Oană, un esclave tatar qui avait fui vers la Pologne.
L'anthropologue Sam Beck soutient l'idée que la mise en robie des Roms s'expliquent le plus probablement par la pratique consistant à garder des prisonniers de guerre comme captifs, laquelle qui a une longue histoire dans la région, et que, au départ, les Roms libres et asservis ont coexisté sur ce qui est devenu le territoire roumain.
Certaines sources primaires appuient cette thèse. Par exemple, en 1445, Vlad Dracul ramène en Valachie depuis la Bulgarie 11 000 à 12 000 personnes « qui ressemblaient à des Égyptiens », vraisemblablement des Roms. Une chronique moldave en langue allemande rapporte qu'en 1471, après la victoire d'Etienne III contre une force valaque dirigée par le prince Radu le Beau à Soci, « il a emmené avec lui en robie 17 000 Tsiganes » (les chiffres sont probablement exagérés).

## Conditions serviles

### Catégories d'asservis
Les principautés danubiennes sont pendant la majeure partie de leur histoire, le seul territoire d'Europe orientale et centrale où la servitude des Roms est légiférée.
Traditionnellement, les robs roms sont divisés en trois catégories. Le groupe le moins nombreux est celui des robs appartenant aux hospodars (Princes régnants) : les ţigani domneşti (« Tsiganes princiers ») : en fait, ils appartenaient à l'État. Les ţigani mănăstireşti (« Tsiganes abbatiaux ») sont la propriété des monastères orthodoxes roumains et grecs. Les ţigani boiereşti (« Tsiganes seigneuriaux ») appartenaient aux boyards. Le statut des ţigani domneşti étant meilleur que celui des Tziganes des boyards ou des monastères, car ils étaient libres d’aller et venir et de vendre leurs services artisanaux ou agricoles à leur gré, payant tous les ans une redevance au souverain pour ce droit. Ils pratiquent toutes sortes de métiers : commerçants ambulants, forains, ferronniers, forgerons, rétameurs, bûcherons, maquignons, fossoyeurs, chiffonniers, saltimbanques, musiciens. C'est pourquoi nombre de robs offerts, prêtés ou loués par le prince à des propriétaires privés ou à des monastères, se sont enfuis et ont rejoint les robs du prince, ce qui donnait lieu à procès et compensations.

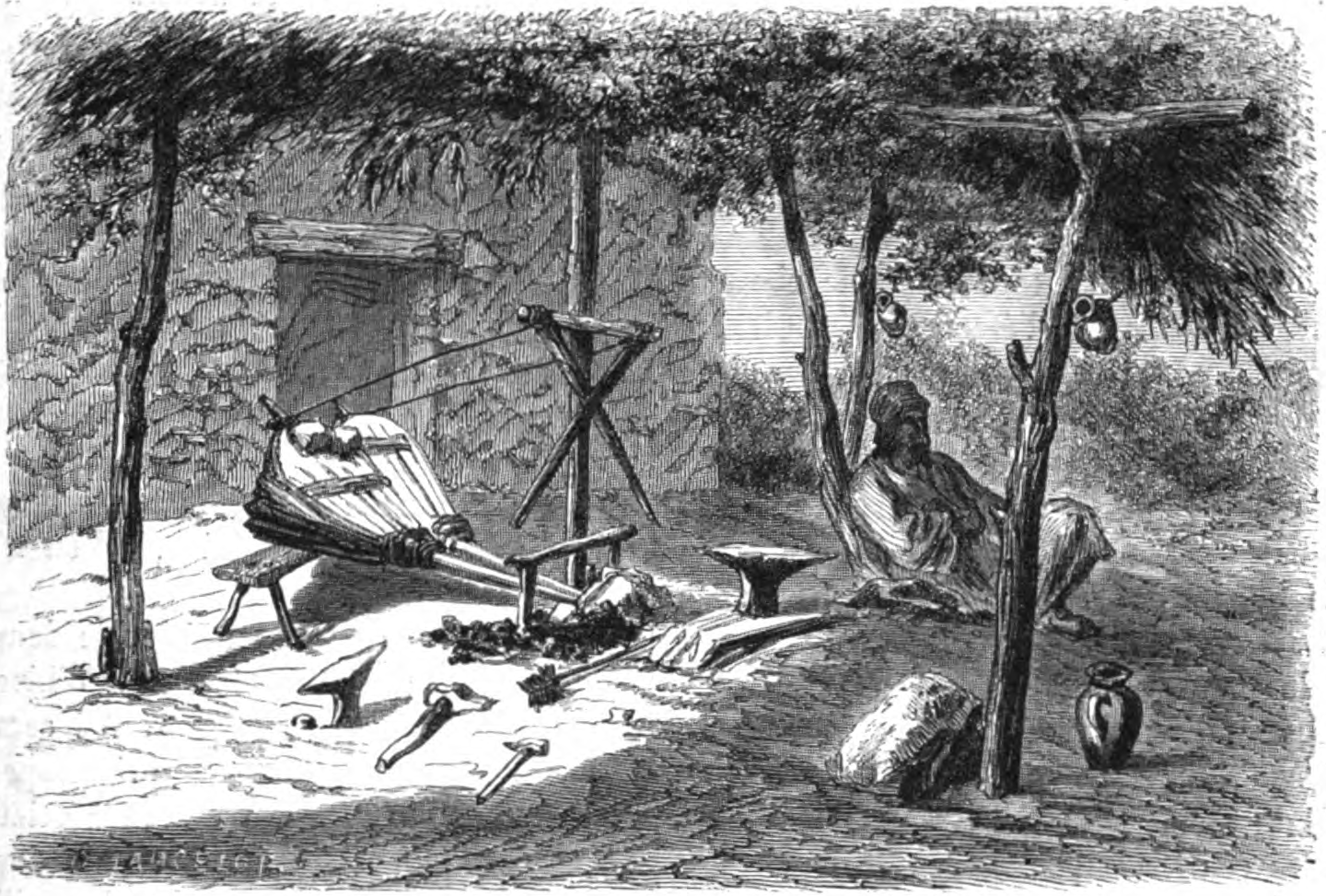
Un forgeron rom et sa forge en Valachie, Dieudonné Lancelot, 1860

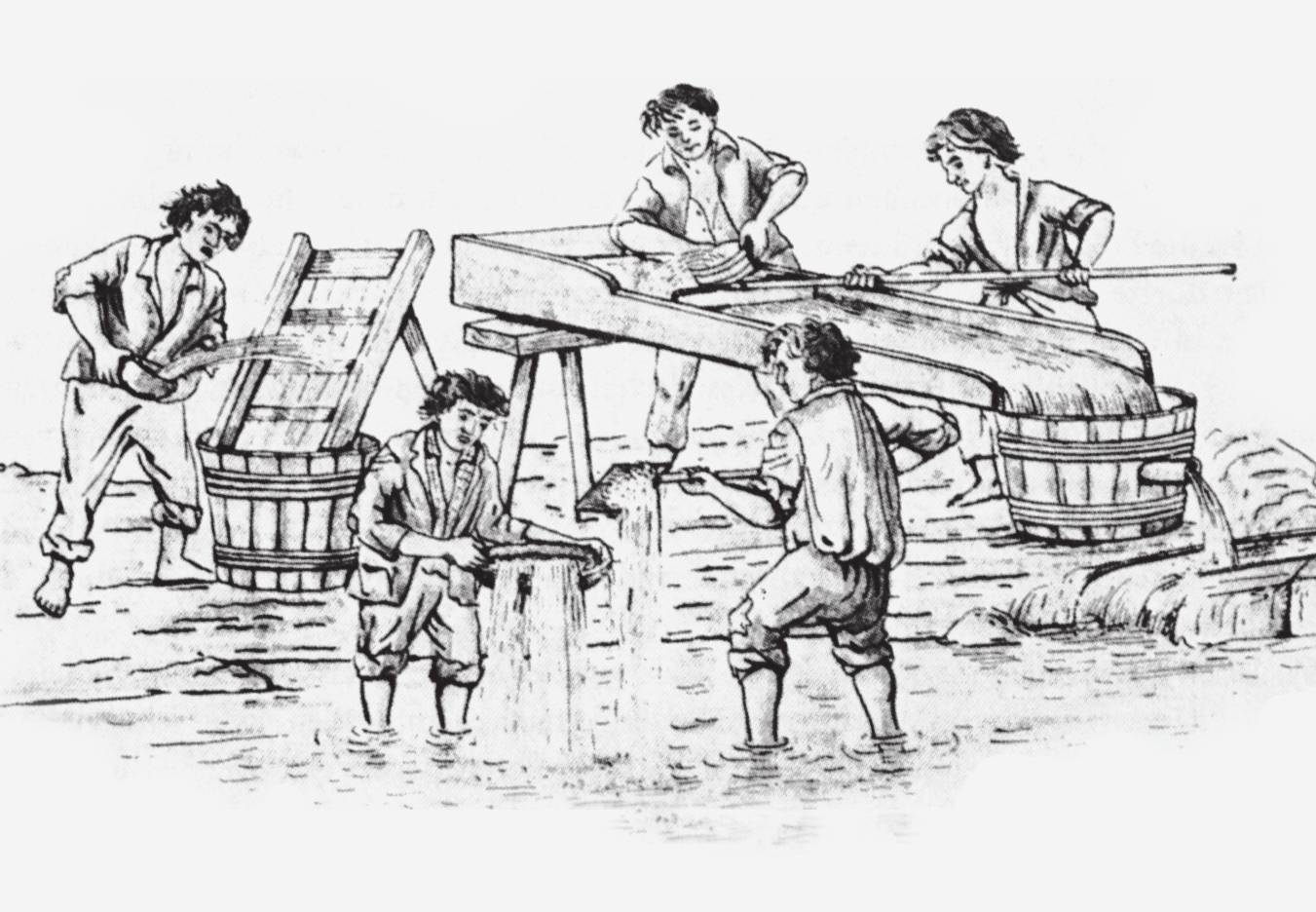
Orpailleurs roms au travail

Dans chaque catégories de robs, on distingue deux groupes : vătraşi (sédentaires) et lăieşi (nomades). Parmi les lăieşi, ont trouve différents métiers : « caldéraches » (căldărari ou căldărași soit chaudronniers et ouvriers du cuivre), « fiérars » (fierari : forgerons), « roudars » (rudari : bûcherons), « baïaches » (băieși : fabricants d'auges, baignoires, éviers et cuillères en bois), « rotares » (rotari : charrons, charriers), « carpares » (cârpari, chiffonniers), « coccalares » (cocalari, du grec kokkala, fossoyeurs), « cortorares » (cortorari, tanneurs), « chelares » (șelari, selliers), « léoutars » (lăutari : joueurs d'instruments à cordes) ou encore « oursars » (ursari : montreurs d'ours). Avec le temps, ces groupes professionnels sont, à force d'endogamie, devenus des entités quasi-ethniques. Pendant longtemps, les Roms ont été les seuls forgerons et ferronniers en Transylvanie, Moldavie et Valachie. Parmi les fierari, ceux qui étaient le plus recherchés étaient les « podcovères » (potcovari : maréchaux-ferrants). Les femmes rom appartenant aux boyards sont souvent employées au service des boyaresses dont elles sont les lingères, les blanchisseuses, les cuisinières, les dames de compagnie ; si elles sont instruites, elles peuvent aussi (comme les hommes) être employées dans les tâches administratives du manoir. Si le maître ou la maîtresse de maison d'avère stérile, un ou une « Rom de maison » (țigan casnic, țigancă de casă) pourra aider à générer la descendance, voire contribuer à l'éduquer s'il ou elle est assez cultivée et si les maîtres de maison n'ont pas les moyens de s'offrir des précepteurs grecs, italiens ou français.
Par ailleurs, de nombreux Roms, robs ou non, sont mineurs, notamment dans les mines de sel. Un autre métier où ils sont fort nombreux est celui des « arièches » (arieși ou aurari : orpailleurs), robs princiers des voïvodes transylvains qui cherchaient de l'or dans les rivières des Carpates occidentales roumaines, voire dans les mines. Les robi domnești pouvaient exercer plusieurs métiers, par exemple « arièches » pendant la saison chaude mais « baïaches » en hiver. Les mineurs d'or apportaient beaucoup plus de revenus au Trésor princier que les autres robs. Néanmoins, leur nombre diminua proportionnellement à l'épuisement des ressources aurifères. En 1810, il ne restait que 400 « arièches » en Valachie.
En milieu rural, les Roms nomades, robs ou non, habitaient dans des tabere (campements de tentes et de roulottes) appelées șatre (foyers, même origine que le mot âtre). Au cours des XIVe et XVe siècles, peu de robs résidaient dans les villes où ils étaient surtout éboueurs, chiffonniers, fossoyeurs et porteurs d'eau. À partir du début du XVIe siècle, des monastères ont commencé à s'ouvrir dans les villes, amenant avec eux leurs robi mănăstirești. Ensuite, des boyards et même de grands bourgeois ont commencé à les utiliser pour diverses tâches. Les sălaşe (foyers collectifs) des robs furent installés à la périphérie des villes, dans des faubourgs connus sous le nom de țigănii et bientôt, presque chaque ville eut un tel quartier, en particulier les villes les plus importantes comme Târgoviște, Râmnicu Vâlcea ou Bucarest .
La société médiévale a permis une certaine mobilité sociale, comme en témoigne la biographie de Ștefan Răzvan, un rob rom valaque qui fut affranchi puis adoubé boyard, puis fut envoyé comme ambasadeur dans l'Empire ottoman, et, après s'être allié avec les Polonais et Cosaques, devint prince moldave (avril-août 1595) et participa aux guerres moldo-ottomanes.
Si la robie domina dans les Roms transylvains, moldaves et valaques, l'esclavage proprement-dit existait aussi, sous deux formes : la première concerne le traite négrière ottomane qui, au XVIIIe siècle, faisait transiter des noirs razziés dans les pays africains ottomans (traite transsaharienne, Soudan) vers les marchés de l'empire Russe et inversement, de blonds slaves razziés par les Tatars et les Circassiens vers les marchés ottomans. C'est probablement par cette route qu'qu'Abram Petrovich Hannibal, arrière-grand-père africain du poète Alexandre Pouchkine, a été amené en Russie.

### Statut et obligations
Si un rob pouvait se délier de sa robie moyennant paiement, posséder des biens (généralement du bétail) et se marier, un esclave en revanche était dépourvu de ces droits et considéré comme la propriété personnelle de son maître, qui pouvait être un simple particulier ayant autorité pour le faire travailler, le vendre ou l'échanger contre d'autres biens. Le maître était autorisé à punir physiquement ses esclaves, par des coups ou des emprisonnements, mais n'avait pas le droit de vie ou de mort sur eux, la seule obligation du maître étant de vêtir et de nourrir les esclaves qui travaillaient dans son manoir. Le traitement habituel des esclaves, note Djuvara, était humiliant, et il était courant pour les roumains de croire que l'« on ne pouvait rien obtenir [des esclaves] sans utiliser un fouet » ; un autre dicton était « ne mets pas un esclave aux cuisines si tu ne veux pas manger du crachat ». En 1821, à une époque où les boyards de Moldavie fuyaient leur pays pour échapper à l'insurrection de la Filikí Etería, les autorités de Bucovine (Empire d'Autriche) s'inquiétèrent de l'habitude de ces nobles réfugiés de faire battre leurs robs et serviteurs en public, dans les rues de villes comme Czernowitz (Cernăuți, aujourd'hui Tchernivtsi, et émirent une ordonnance interdisant cette pratique. Une dispute s'ensuivit, au terme de laquelle les boyards reçurent la permission de continuer à battre leurs serviteurs mais pas en public.

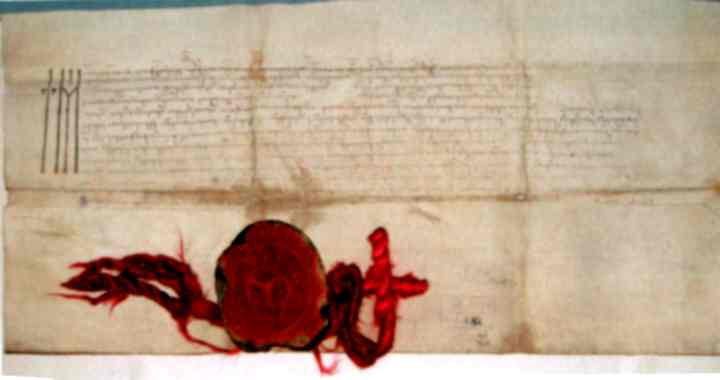
Édit par lequel Étienne III de Moldavie fait don d'un certain nombre de sălașe (foyers) de robs à l'évêché de Rădăuţi.

Le prestige social d'un maître de robs était souvent fonction du nombre de ces derniers et de leur qualification. Les meilleurs cuisiniers, musiciens et brodeurs représentaient pour les familles boyards des richesses ostentatoires.
Neagu Djuvara, sur la base des sources de l'époque, note que les esclaves étaient de façon générale très bon marché, alors que les robs possédant ces qualifications s'échangeaient à un prix plus élevé. Par exemple, dans la première moitié du XVIIIe siècle, un esclave ordinaire valait 20 – 30 Thalers, un rob cuisinier environ 40 thalers. En 1832, un contrat portant sur la dot d'une boyaresse mentionne l'échange de trente esclaves roms contre un carrosse, tandis que le diplomate britannique William Wilkinson nota que la traite orientale était une affaire semi-clandestine et que la vente d'un rom vătraş pouvaient rapporter cinq ou six cents piastres turques. Djuvara estime que le prix pouvait être moitié moindre pour un esclave.
Dans les principautés danubiennes, les robs étaient régis par droit coutumier (obiceiul pământului). Au XVIIe siècle, les premières lois écrites mentionnant l'esclavage sont apparues. La Pravila de la Govora (ro) (1640) et Îndreptarea legii (ro) (1652) et la Carte de învăţătură moldave (1646), qui, entre autres, réglementaient la robie et l'esclavage, étaient basées sur le droit byzantin (dreptul strămoșesc) et sur le droit coutumier alors en vigueur. Cependant, le droit coutumier était presque toujours utilisé dans la pratique.
Si un rob possédait une propriété, il lui fallait payer les mêmes impôts que les hommes libres. Ceux-ci payaient des taxes sur les robs, mais pas sur les esclaves, sauf pendant une courte période en Moldavie : entre 1711 et 1714, le prince phanariote Nicholas Mavrocordatos a introduisit le ţigănit (« taxe tsigane »), d'un montant de deux galbeni (pièces d'or standard) que devaient payer les propriétaires pour chaque esclave. Il n'était pas rare que les boyards et les monastères enregistrent leurs « Tsiganes » comme « esclaves » pour éviter les impôts dus pour les robs.
Les robi domneşti (dont beaucoup étaient des artisans itinérants), devaient payer un impôt annuel nommé dajdie. De même, les lăieşi appartenant à des boyards devaient se réunir chez leur maître une fois par an, généralement le jour de la fête d'automne de Saint Démètre (coïncidant actuellement avec les célébrations du 26 octobre dans le calendrier orthodoxe). À cette occasion, chaque rob âgé de plus de 15 ans devait payer une somme comprise entre trente et quarante piastres. Les esclaves, eux, n'étaient que des objets, dispensés de toute taxe. Un maître de robs (stăpân de robi) pouvait acheter ou leur revendre leur liberté (y compris à un prix modique par charité) ; un propriétaire d'esclaves pouvait les affranchir de son vivant ou par testament.

### Litiges juridiques et remise en cause des modes de vie traditionnels

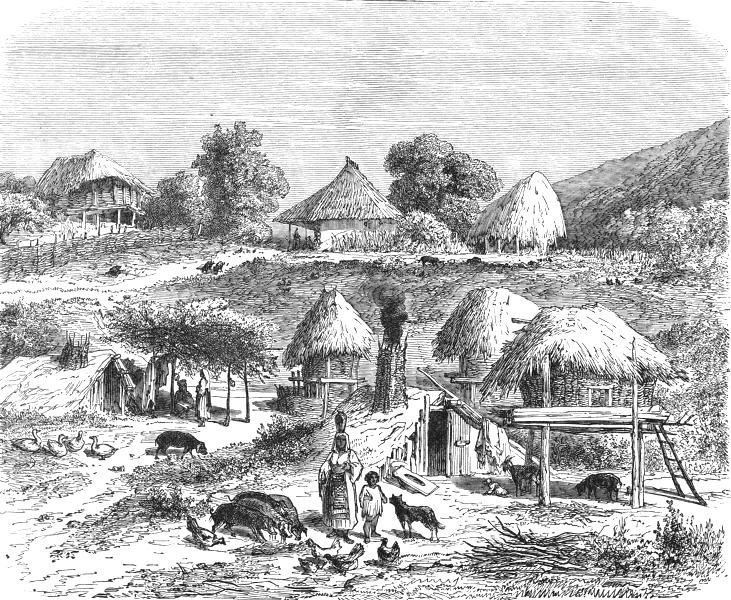
Une șatră (campement sédentaire) de robs roms (gravure de 1860 par Dieudonné Lancelot).

Initialement, et jusqu'au XVe siècle, les robs roms et les esclaves tatars étaient regroupés en sălaşe auto-administrés (vieux-slave : челѣдь, čelyad ') qui ont été décrits par les historiens comme constituant une famille élargie ou même une communauté. Leurs chefs, eux-mêmes robs, étaient appelés cneji, juzi ou vătămani et, en plus de régler les différends juridiques, ils collectaient des impôts et organisaient le travail demandé par les propriétaires. Avec le temps, les différends entre deux robs étaient généralement traités par les chefs de la communauté, connus sous le nom de « boulibachas » (bulibaşi). Parfois, les plus grandes communautés de robs élisaient elles-mêmes un « chef-boulibacha » (baş-bulibaşa) qui était supérieur aux bulibaşi et chargé de résoudre les conflits les plus compliqués au sein du groupe respectif. Le système n'a pas été réglementé, conduisant souvent à de violents conflits entre robs ou entre esclaves, ce qui, dans un cas attesté pour le 19e siècle, a conduit à l'intervention des boyards et aux coups de fouet administrés aux personnes jugées coupables d'insubordination.
Les différends avec des hommes libres et les cas d'homicides étaient traités par le système judiciaire de l'État. Alors que les robs pouvaient de faire représenter par un émissaire de leurs maîtres, les esclaves n'étaient pas autorisés à se défendre ou à témoigner devant un tribunal, mais ils n'étaient pas non plus responsables des dommages causés aux hommes libres : c'est leur le propriétaire qui était responsable des dommages et l'indemnisation était parfois la cession de l'esclave à la partie adverse. Un esclave qui a tué un autre esclave a été condamné à mort, mais ils pouvaient également être donnés au propriétaire de l'esclave mort. Un homme libre tuant un esclave était également passible de la peine de mort et un boyard n'était pas autorisé à tuer ses propres esclaves, mais aucune condamnation de ce type n'est attestée. On pense cependant que de tels meurtres se sont produits.
L'Église orthodoxe, elle-même maîtresse d'un grand nombre de robs, n'a pas contesté l'institution de l'esclavage car dans les religions abrahamiques, le servage et l'esclavage sont une « institution inscrite dans l'ordre du monde et des réalités humaines telles que voulues et créées par Dieu ». Parmi les premiers partisans de l'abolition on compta le prêtre Eufrosin Poteca et des membres de la hiérarchie ecclésiastique sont parfois intervenus pour limiter les abus contre des robs ou des esclaves, mais en fait l'abolitionnisme est étroitement lié à la renaissance culturelle roumaine et découle d'une démarche humaniste (qui inscrit l'Homme au centre de ses préoccupations, lui confère des « droits naturels » comme la liberté et l'égalité, vise à en faire le principal artisan de sa destinée et le considère comme une espèce capable de se créer dans le champ culturel des divinités et des religions, sans que celles-ci préexistent).

### Lois concernant le mariage
Le mariage entre deux robs n'était autorisé qu'avec l'approbation de leurs propriétaires, généralement par le biais d'un accord financier, l'un des robs étant vendu à l'autre propriétaire (ou échangé). En l'absence d'accord, il arriva que couples fussent séparés et les enfants issus du mariage soient répartis entre les deux propriétaires. Ceux-ci gardaient des registres stricts de leurs robi lăieşi et, selon Djuvara, veillaient spécialement à ce que les parents d'enfants robs ne vendent pas leur progéniture à d'autres maîtres pour leur propre compte.
Des couples robs furent séparés lors de la vente de l'un des époux par leur propriétaire. Cette pratique fut interdite par Constantin Mavrocordatos en 1763. Elle était aussi découragée par l'Église orthodoxe qui a jugé en 1766 que « bien qu'ils soient appelés robs, le Seigneur les a créés et il ne convient pas de les séparer comme du bétail ». Néanmoins, la séparation forcée des couples mariés était encore pratiquée au début du XIXe siècle.
Le mariage entre une personne libre et un rob ou esclave impliqua pendant longtemps que la personne libre fût réduite en robie à moins qu'elle n'achète son conjoint : c'est ce que fit en 1859 l'aventurier anglais Samuel Baker avec son épouse Florica ou Florence qu'il épousa à Bucarest devant le consul britannique. Plus tard il devint possible pour une personne libre de conserver son statut social et que les enfants issus du mariage soient libres.
En Moldavie, en 1774, le prince Alexandre Mourousi interdit les mariages entre personnes libres et esclaves. Une bulle d'or similaire fut décrétée par Alexandru Mavrocordat Firaris en 1785, qui non seulement interdit de tels mariages, mais invalida tout mariage existant.
En Valachie, le hospodar Alexandre Ypsilántis (1774–1782) interdit les mariages mixtes dans son code de lois, mais les enfants issus de tels mariages antérieurs devaient naître libres. En 1804, Constantin Ypsilántis ordonna le divorce forcé d'un de ces couples et que les prêtres prononçant ce type d'union soient sanctionnés par leurs supérieurs.
Les relations maritales entre les robs (pour la plupart Roms) et la population sédentaire majoritaire (généralement roumaine) étaient rares, en raison de la différence de statut qui, comme le note Djuvara, pouvait déboucher sur du racisme. Néanmoins, les relations extra-conjugales entre les hommes propriétaires d'esclaves et les femmes esclaves, ainsi que le viol de ces dernières, étaient répandus et les enfants illégitimes étaient eux-mêmes gardés comme robs sur le domaine.

## Transylvanie

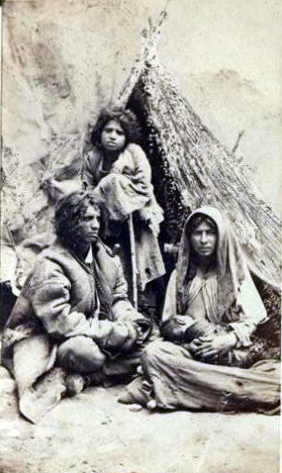
Famille rom à Hermannstadt (Sibiu), Transylvanie, vers 1862, photo de Theodor Glatz

La robie des Roms en Transylvanie était concentrée dans les fiefs de la noblesse qui gouvernait cette région. La première mention écrite des robs en Transylvanie remonte à 1400 environ, signalant qu’un boyard valaque possédait 17 foyers de Roms à Făgăraș, une région formant à l’époque une valachie (Vlachfold) vassale de la couronne hongroise. En 1556, la reine hongroise Isabelle Jagellon confirme les possessions de certains nobles de Vajdarécse, parmi lesquels des robs. Ce décret a également été confirmé en 1689 par le prince transylvain Abaffi Ier. Les domaines dépendant du château de Bran comportaient un certain nombre de robs, au début du XVIe siècle, l’origine de la robie étant attribuée à la Valachie alors qu’à part des dépliants touristiques sur Dracula, aucun document n’atteste que le château de Bran a jamais appartenu à la principauté de Valachie, mais beaucoup de sources secondaires comme Ian Hancock relient systématiquement aux institutions roumaines ce qu’ils appellent indistinctement « esclavage ». Le prince moldave Pierre IV Rareș et d’autres boyards ont aussi acheté des robs au bourgmestre saxon de Bistrița en Transylvanie. Cependant, seule une minorité des Roms transylvains étaient robs, et c'étaient des robi domnești ou gábor cigányok (« robs sur parole ») sous l’autorité directe du voïvode de Transylvanie, qui voyageaient librement dans tout le pays sous réserve de payer certains impôts et d’effectuer divers travaux pour l’État transylvain.

## Estimations de la population servile
Les robs n'étaient pas inclus dans les recensements et il n'existe pas de statistiques fiables à leur sujet, à l'exception des robi domnești. Des estimations ont été établies au 19e siècle. Selon Djuvara, les robs représentaient de 150 000 à 200 000 personnes soit 10% de la population des principautés danubiennes. Au moment de l'abolition de l'esclavage, les deux principautés comptaient entre 200 000 et 250 000 Roms, soit 7% de la population totale.
| Date | Source                           | Moldavie | Valachie |
| ---- | -------------------------------- | -------- | -------- |
| 1819 | Dionisie Fotino                  | -        | 120 000  |
| 1837 | Mihail Kogălniceanu              | 200 000  | 200 000  |
| 1838 | Félix Colson                     | 139 255  | 119 910  |
| 1844 | Ferdinand Neigebaur              | -        | 180 000  |
| 1849 | Paul Bataillard                  | 250 000  | 250 000  |
| 1857 | Jean Alexandre Vaillant          | 137 000  | 125 000  |
| 1857 | Jean Henri Abdolonyme Ubicini    | 100 000  | 150 000  |
| 1859 | recensement (esclaves émancipés) | 250 000  | 250 000  |

## Abolitionnisme
Les problèmes moraux et sociaux posés par la robie des Roms et par l'esclavage de la traite orientale sont reconnus au siècle des Lumières, d'abord par des voyageurs d'Europe occidentale en Europe du Sud-Est. Selon Djuvara : « Il n'y a pas de visiteur étranger qui n'ait été horrifié par la vue des Tsiganes dans les Principautés. ».
L'abolition du servage sous ses différentes formes est l'un des objectifs des promoteurs de la renaissance culturelle roumaine, mais, au début du XIXe siècle, alors que diverses réformes sont mises en œuvre (Regulamentul Organic en 1831), les Roms dans leur majorité gardent les mêmes conditions de vie qu'au cours des siècles précédents, et il en existe qui subissent la sédentarisation comme une acculturation et perçoivent l'émancipation comme un retrait de leurs protections ecclésiastiques et aristocratiques (notamment des Phanariotes). Cependant, les réformateurs ne voient pas l'émancipation des Roms comme une priorité.
L'administration des principautés danubiennes commence par changer le statut des Roms appartenant à l’État, en sédentarisant les nomades. Deux annexes au Regulamentul Organic ont été rédigées : le « Règlement pour l'amélioration de la condition des Tsiganes de l’État » en Valachie en avril 1831 et le « Règlement pour l'installation des Tsiganes » en Moldavie. Ces règlements ont tenté de sédentariser les Roms et de les former à cultiver la terre, les encourageant à s'installer sur des propriétés privées.
À la fin des années 1830, des boyards libéraux et les militants radicaux, dont beaucoup ont suivi des études en Europe occidentale, en particulier à Paris prennent les premières mesures abolitionnistes. Pendant cette période, Ion Câmpineanu, comme les frères propriétaires fonciers Nicolae et Ştefan Golescu, émancipent tous leurs robs, tandis que le boyard Emanoil Bălăceanu non seulement les émancipe, mais construit pour eux le phalanstère de Scăieni, qui se voulait une expérience de société socialiste utopique. En 1836, le prince valaque Alexandru II Ghica libère 4000 robi domneşti et obtient des propriétaires fonciers leur embauche comme main-d’œuvre rémunérée, tout en instaurant une politique par laquelle l'État rachète les robs boierești et ainsi les libère.
L'émancipation des robi domnești et mănăstirești était au programme de Leonte Radu en Moldavie, tandis qu'en Valachie, un mémorandum rédigé par Mitică Filipescu proposait de mettre fin à la servitude en offrant à tous les robs assez d'argent pour qu'ils puissent raacheter leur propre liberté. Les intellectuels de la génération impliquée dans la révolution roumaine de 1848 diffusaient des idées progressistes et une volonté de moderniser leur pays suivant l'exemple occidental. L'esclavage et le servage étaient abolis dans la majeure partie du « monde civilisé » et, en tant que telle, l'intelligentsia libérale roumaine considérait sa robie comme une pratique barbare et anachronique qui lui inspirait un sentiment d'horreur.
En 1837, Mihail Kogălniceanu publie un livre : Le peuple Tsigane, dans lequel il développe l'argumentaire abolitionniste. Au cours des années 1840, les intellectuels lancent une campagne visant à convaincre les maîtres de libérer leurs robs. Le valaque Cezar Bolliac lance dans sa Foaie pentru Minte, Inimă și Literatură (« Gazette pour la raison, le cœur et la littérature ») un appel aux intellectuels pour soutenir la campagne abolitionniste. Encore marginal dans les années 1830, le mouvement en faveur de l'abolition de la robie devient dans la décennie suivante  un débat majeur dans la société roumaine, alors que le pouvoir politique était entre les mains des boyards conservateurs, propriétaires d'un grand nombre de robs et qui faisaient barrage aux réformes.
| Pays     | Robs de l’État | Robs de l’Église | Robs privés |
| -------- | -------------- | ---------------- | ----------- |
| Valachie | 1843           | 1847             | 1856        |
| Moldavie | 1844           | 1844             | 1855        |

## Lois sur l'abolition

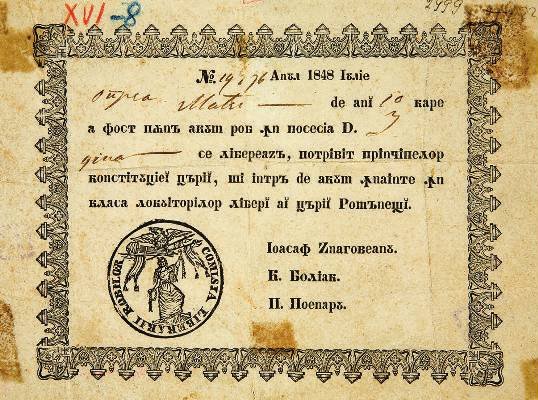
Certificat de libération des robs délivré lors de la révolution valaque de 1848.

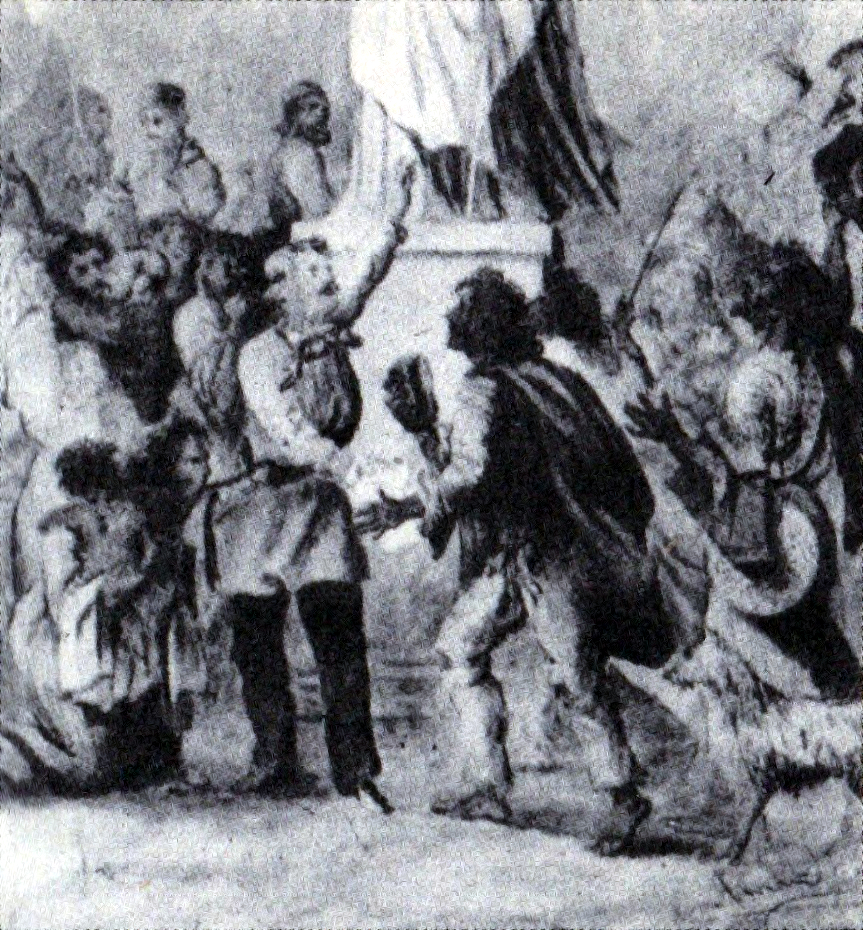
Allégorie de l'abolition du servage pendant la révolution valaque de 1848, dessin de Theodor Aman.

En Valachie, deux mois plus tard, en février 1856, une loi similaire fut adoptée par l'Assemblée nationale versant une compensation de 10 galbeni pour chaque rob libéré, échelonnée sur plusieurs années. Les robs émancipés devaient s'installer dans une ville ou un village et y rester pendant au moins deux recensements et ils paieraient leurs impôts au fonds de compensation.
Pendant la révolution valaque de 1848, le projet du gouvernement provisoire éphémère incluait l'émancipation (dezrobirea) des Roms en haut de la liste des revendications sociales. Le gouvernement a décrété l'émancipation complète des Roms en indemnisant les propriétaires et a créé une commission (composée de trois membres : Bolliac, Ioasaf Znagoveanu et Petrache Poenaru), qui devait mettre en œuvre le décret. Certains boyards libéraux émancipent leurs robs sans demander de compensation, mais d'autres s'opposent à l'idée de l'abolition. Néanmoins, après la répression de la révolution roumaine de 1848 par les Empires lottoman et russe, les robs retrouvent leur servitude antérieure.
Dans les années 1850, le mouvement abolitionniste obtient le soutien de presque toute la société roumaine, les points de discorde étant la date exacte de la libération des Roms, et l'éventuelle compensation pour leurs maîtres, mesure que les abolitionnistes jugaient éthiquement inacceptable.
En Moldavie, en décembre 1855, à la suite d'une proposition du prince Grigore Alexandru Ghica, un projet de loi rédigé par Mihail Kogalniceanu et Petre Mavrogheni fut adopté par l'Assemblée ; celle loi émancipe tous les robs et leur accorde le statut de citoyens, d'électeurs et de contribuables. La mesure a été accélérée par une fait-divers tragique : le prince Ghica et l'opinion publique dans son ensemble furent scandalisés lorsque Dincă, rob et enfant illégitime mais fort cultivé d'un prince phanariote de la maison Cantacuzène, fut empêché d'épouser son amoureuse française, poussant le jeune couple au suicide. Les propriétaires recevraient une compensation de 8 galbeni pour chaque rob băieș ou vătraş, et 4 galbeni pour chaque rob lăieş, l'argent étant fourni par les impôts payés par les robs déjà émancipés.
En Valachie, une loi similaire est adoptée deux mois plus tard, en février 1856, prévoyant une compensation de 10 galbeni pour chaque rob, échelonnée sur plusieurs années. Les robs émancipés devaient s'établir danx une ville ou un village, et y rester pour la durée de deux recensements au moins, les impots qu'ils payaient devant financer l'indemnité.

## La condition des Roms après l'abolition

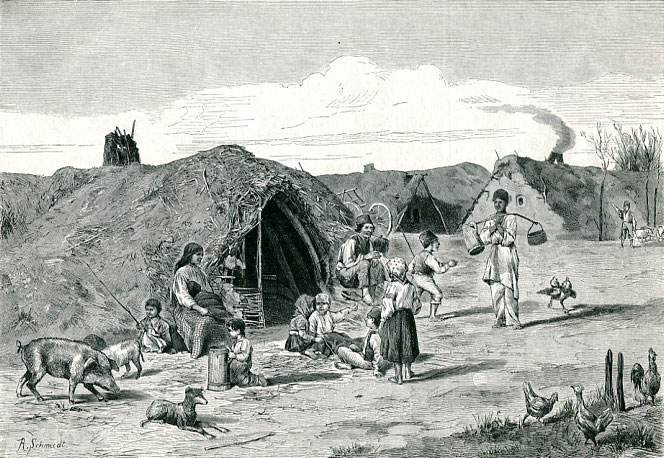
Un village rom en Roumanie après l'abolition de l'esclavage, 1884

Les abolitionnistes roumains ont débattu du devenir des anciens robs avant et après l'adoption des lois. Cette question a été reliée avec la « question de la paysannerie », c'est-à-dire avec l'élimination de la corvée et de la conversion des robs en petits propriétaires terriens. Les « oursares » (montreurs d'ours nomades) étaient les plus réticents à l'idée de la sédentarisation qu'ils considéraient comme un empêchement majeur à l'exercice de leur gagne-pain. Le différend prit fin avec la libéralisation économique qui abolit la corvée et partagea les terres entre les boyards et les paysans.
De nombreux abolitionnistes ont soutenu l'assimilation des Roms dans la nation roumaine, Kogălniceanu notant qu'il y avait des Roms sédentaires qui abandonnaient leurs coutumes et leur langue et qu'ils ne pouvaient plus être distingués des Roumains. Parmi les techniques d'ingénierie sociale proposées pour l'assimilation figuraient la dispersion des Roms dans les villages roumains (au sein du village et non en marge), l'encouragement des mariages interethniques et l'instruction obligatoire pour leurs enfants. Après l'émancipation, les institutions étatiques ont dans un premier temps évité l'utilisation des mots rob ou Țigan (Tzigane, Gitan), le terme officiel étant emancipat.
Malgré les intentions du camp abolitionniste, l'intégration sociale des anciens robs ne s'est réalisée que pour une partie d'entre eux, nombre de Roms restant en dehors de l'organisation sociale de la société valaque et moldave, puis roumaine. Les politiques d'intégration sociale étaient généralement laissées à la charge des autorités locales. Dans certaines régions du pays, les Roms nomades se sont installés dans des villages sous la supervision de la police locale, mais dans tout le pays, le nomadisme des Roms s'est poursuivi.

## Héritage
Le soutien aux abolitionnistes marque la littérature roumaine du milieu du XIXe siècle. La question du servage des Roms est devenue un thème dans les œuvres littéraires de divers intellectuels libéraux et romantiques, dont beaucoup étaient actifs dans le camp abolitionniste. Cezar Bolliac a publié des poèmes tels que Fata de boier şi fata de ţigan (« La fille du boyard et la fille du tsigane », 1843), Ţiganul vândut (« Le Tsigane vendu », 1843), ou O ţigancă cu pruncul său la Statuia Libertăţii (« Une tzigane avec son bébé à la statue de la Liberté », 1848). Ion Heliade Rădulescu écrit une nouvelle intitulée Jupânu Ion (« Maître Jean », 1844) ; Vasile Alecsandri raconte Istoria unui galben (« Histoire d'une pièce d'or », 1844), tandis que Gheorghe Asachi écrit une pièce intitulée Ţiganii (« Les Tziganes », 1856). Vasile Urechea Alexandrescu publie le roman Coliba Măriucăi (« La cabane de Măriuca », 1855). Une génération plus tard, le parcours du prince Rom Ştefan Răzvan inspire Răzvan şi Vidra (1867), une pièce de Bogdan Petriceicu Hasdeu. Le thème de la servitude des Roms a été repris par les arts au début du 21e siècle, étant un sujet exploré par le film de Radu Jude en 2015, Aferim!, dont le récit se passe en Valachie du début du XIXe siècle.
Le mouvement abolitionniste roumain s'est aussi nourri des récits décrivant l'esclavage des Noirs aux États-Unis à travers des articles de presse et la traduction roumaine de La Case de l'oncle Tom de Harriet Beecher Stowe, par Theodor Codrescu, publiée à Iaşi en 1853, sous le nom de Coliba lui Moşu Toma sau Viaţa negrilor în sudul Statelor Unite din America (littéralement « La cabane de l'oncle Toma ou la vie des Noirs dans le Sud des États-Unis »). C'était le premier roman américain à être publié en roumain, et il comprenait une préface sur l'esclavage écrite par Mihail Kogălniceanu. Le livre de Beecher Stowe a également été la principale source d'inspiration du roman d'Urechia publié en 1855. Ce mouvement abolitionniste a été suivi, pendant le régime communiste de Roumanie, par un mouvement anti-colonialiste et anti-américain nourri d'articles de presse décrivant la répression dans les empires coloniaux en voie d'effritement et dans les sociétés ségrégationnistes comme, par exemple, celle de l'Afrique du Sud.
Après la révolution roumaine de 1989, la robie et l'esclavage dans les pays roumains sont devenus des sujets historiographiques. Nonobstant l'absence de statistiques précises et notamment de toute statistique ethnique, beaucoup d'auteurs modernes appellent indistinctement « esclavage » les différents statuts serviles et ils les attribuent avant tout aux Roms, alors que les Roms n'étaient pas tous asservis, et que toutes les personnes asservies n'étaient pas des Roms, même si dans beaucoup de sources les mots sont interchangeables. En 2007, le Premier ministre Călin Popescu-Tăriceanu approuve la création de la Comisia pentru Studierea Robiei Romilor (« Commission pour l'étude du servage des Roms »), pour faire des recommandations pour le système éducatif roumain et sur la promotion de l'histoire et la culture des Roms de manière à ne favoriser ni l'acculturation, ni la ségrégation, mais une intégration dans la diversité assumée. La commission, présidée par feu Neagu Djuvara (1916-2018), recommande également l'institution d'une journée de commémoration de la servitude des Roms et la création d'un Institut de recherche et Musée mémoriel dédié.